# Гузева, Екатерина Александровна
Екатерина Александровна Гузева (род. 20 июля 1981) — российская футболистка, игрок в мини-футбол, футзал и пляжный футбол, полузащитница.

## Биография
В детстве занималась лыжами, однако была вынуждена оставить этот вид спорта по состоянию здоровья. Позднее перешла в футбол.
В большом футболе в сезоне 2005 года выступала в высшем дивизионе России за клуб «Нева», провела 8 матчей, а её команда заняла последнее место, проиграв все матчи.
В мини-футболе и футзале играла за ряд клубов из Санкт-Петербурга. В составе «Искры» становилась чемпионкой России и обладательницей Кубка УЕФА (2007) по футзалу. В 2010 году — победительница первенства МРО «Северо-Запад» (приравнено к зональному турниру первого дивизиона России) в составе команды «Дотмедиа». В 2013 году — серебряный призёр и лучший игрок первого дивизиона России в составе «Невы». В 2017 году в составе «Невы» — победительница первенства МРО «Северо-Запад». Также много лет участвовала в городских соревнованиях в Санкт-Петербурге.
В пляжном футболе в составе клуба «Нева»/«Нева-Сити»/«Кристалл-Нева» участвовала в трёх розыгрышах финальных турниров чемпионата России (2012, 2014, 2018), в каждом из них становилась серебряным призёром чемпионата.
Работала тренером в спортивном центре Калининского района Санкт-Петербурга с командами мальчиков. По состоянию на 2018 год — исполняющая обязанности директора ГБУ «Центр физической культуры, спорта и здоровья Калининского района».

## Личная жизнь
Замужем, есть дочь.